# Conjecture de Lemoine
En théorie des nombres, la conjecture de Lemoine, tirant son nom du mathématicien Émile Lemoine, aussi connue comme conjecture de Levy, suivant Hyman Levy (en), déclare que tout entier impair supérieur ou égal à 7 est la somme d'un nombre premier impair et d'un nombre semi-premier pair.

## Définition formelle
Pour le dire algébriquement, l'équation {\displaystyle 2n+1=p+2q} a toujours une solution en nombres premiers p et q (pas nécessairement distincts) pour  {\displaystyle n\geqslant 3}. C'est-à-dire,
{\displaystyle \forall n\in \mathbb {N} +3,\exists p,q\in \mathbb {P} :2n+1=p+2q}
Par exemple, 47 = 13 + 2 × 17 = 37 + 2 × 5 = 41 + 2 × 3 = 43 + 2 × 2.
La suite A046927 de l'OEIS compte de combien de façons différentes 2n + 1 peut être représenté sous la forme p + 2q.

## Histoire
La conjecture a été posée par Émile Lemoine en 1895, mais a été attribuée à tort par MathWorld à Hyman Levy (en) qui y a réfléchi dans les années 1960.
La conjecture aurait été vérifiée en 1999 par Dann Corbit jusqu'à 109.
Une conjecture similaire de Sun en 2008 indique que tous les entiers impairs supérieurs ou égaux à 7, peuvent être représentés comme la somme d'un nombre premier impair et du produit de deux entiers consécutifs ( p+x(x+1) ).
La conjecture de Lemoine est semblable à la conjecture de Goldbach, mais plus forte que celle-ci.